# 卢阿尔加特
卢阿尔加特（法語：Louargat，法語發音：[lwaʁɡat]）是法国阿摩尔滨海省的一个市镇，位于该省西部，属于甘冈区。

## 地名
该地名“Louargat”发音为[lwaʁɡat]，末尾字母“t”发音，《世界地名翻译大辞典》与《世界地名译名词典》将其误译作“卢阿尔加”。

## 地理
卢阿尔加特（48°33'56"N, 3°20'20"W）面积57.23 平方千米，位于法国布列塔尼大區阿摩尔滨海省，该省份为法国西北部沿海省份，位于布列塔尼半岛北部，北濒大西洋英吉利海峡，西接菲尼斯泰尔省，南至莫尔比昂省，东临伊勒-维莱讷省。
与卢阿尔加特接壤的市镇（或旧市镇、城区）包括：贝加尔、贝利勒昂泰尔、居吕尼埃勒、佩代尔内克、普卢贡韦尔、普吕聚内特、特雷格拉米斯、特雷格罗姆。
卢阿尔加特的时区为UTC+01:00、UTC+02:00（夏令时）。

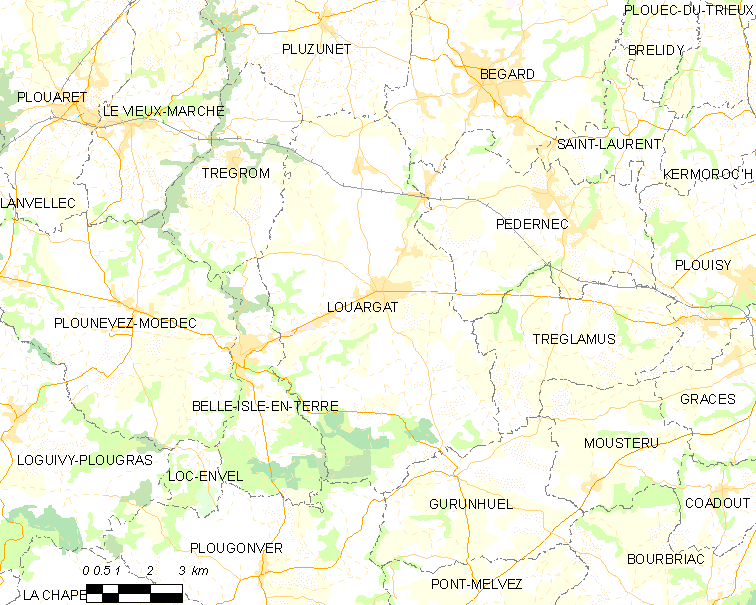
卢阿尔加特的OSM定位图

## 行政
卢阿尔加特的邮政编码为22540，INSEE市镇编码为22135。

## 政治
卢阿尔加特所属的省级选区为卡拉克县。

## 人口

1962-2008年间卢阿尔加特人口变化图示

卢阿尔加特于2022年1月1日时的人口数量为2393人。